# Calophyllum dongnaiense
Calophyllum dongnaiense är en tvåhjärtbladig växtart som beskrevs av Jean Baptiste Louis Pierre. Calophyllum dongnaiense ingår i släktet Calophyllum och familjen Calophyllaceae. Inga underarter finns listade i Catalogue of Life.